# Emil Pinks
Emil Pinks   (1866 - 1933) fou un tenor alemany.
Estudià el cant a Leipzig amb el mestre Rebling, i desenvolupà a continuació una gran activitat com a cantor d'oratoris i altres peces de cant.